# Rosália Mendez-Otero
Rosália Mendez-Otero (Rio de Janeiro, 11 de março de 1954) é uma neurocientista e professora universitária brasileira.
Comendadora da Ordem Nacional do Mérito Científico e membro titular da Academia Brasileira de Ciências, Rosália é chefe do laboratório de Neurobiologia Celular e Molecular do Instituto de Biofísica Carlos Chagas Filho (IBCCF). Uma de suas linhas de pesquisa trabalha com a possibilidade de usar células-tronco no combate ao AVC (acidente vascular cerebral) isquêmico.

## Biografia
Rosália nasceu na cidade do Rio de Janeiro, em 1954. Ingressou no curso de medicina da Universidade Federal do Rio de Janeiro em 1972, formando-se em 1977. Com bolsa de iniciação científica na faculdade, Rosália ingressou no mundo da pesquisa científica, obtendo o título de mestre em 1980 e doutora em 1985 pelo Instituto de Biofísica Carlos Chagas Filho (UFRJ). Entre 1985 e 1987 realizou estágio de pós-doutorado pela Universidade Yale.
Professora titular da Universidade Federal do Rio de Janeiro e chefe do laboratório de Neurobiologia Celular e Molecular do Instituto de Biofísica Carlos Chagas Filho, Rosália vem se dedicando atualmente ao estudo de terapias celulares em doenças do sistema nervoso. Está em andamento, em seu laboratório, junto com hospitais-escola, o teste da terapia com células-tronco autólogas de medula óssea em pacientes na fase aguda do acidente vascular cerebral isquêmico.